# Букварино
„Букварино“ е система от образователни игри, предназначени за ненатрапчиво усвояване на български правоговор и правопис. Игрите „Букварино“ са разработени в три варианта с повишаваща се сложност – „Бяло“, „Зелено“ и „Червено“. Проектът „Букварино“ е осъществен от „Сдружение Азбукари“ и 5000 броя от играта са разпространени благотворително в българските училища. Правилата на трите игри са предложени от писателя Маргарит Абаджиев и подобрени от екипа на „Сдружение Азбукари“, разполагащо с авторски права на компилацията от идеи и визуални решения.
„Букварино“ съдържа 60 бр. карти и 2 допълнителни карти „Ключ“ с универсално значение; 2 броя ученически тетрадки; книга „Исторически лабиринт на познанието“, с информация за живота на 60 личности от българската история, чиито портрети и периодът на живот са изобразени на картите. В книгата са включени публикации на историци, изучаващи пътя на древните българи, както и гледна точка за произхода и развитието на българската азбука.
Игрите „Букварино“ изграждат в занимателен вид познавателната основа за правилна употреба на буквите и са пригодени за обучение на ученици в предучилищна възраст или в началните класове; също така за чужденци, изучаващи български, както и затворници, хора от малцинствените групи и т.н., чиито езикови познания са оскъдни или практически никакви.
Целта на заниманията е в хода на игрите правилно да се съставят думи, изрази и цели изречения, според установените норми на българския език. Правилата са прости и съобразени с възможностите на децата и обучаемите, за да се съчетава полезното с приятното.